# Ratites

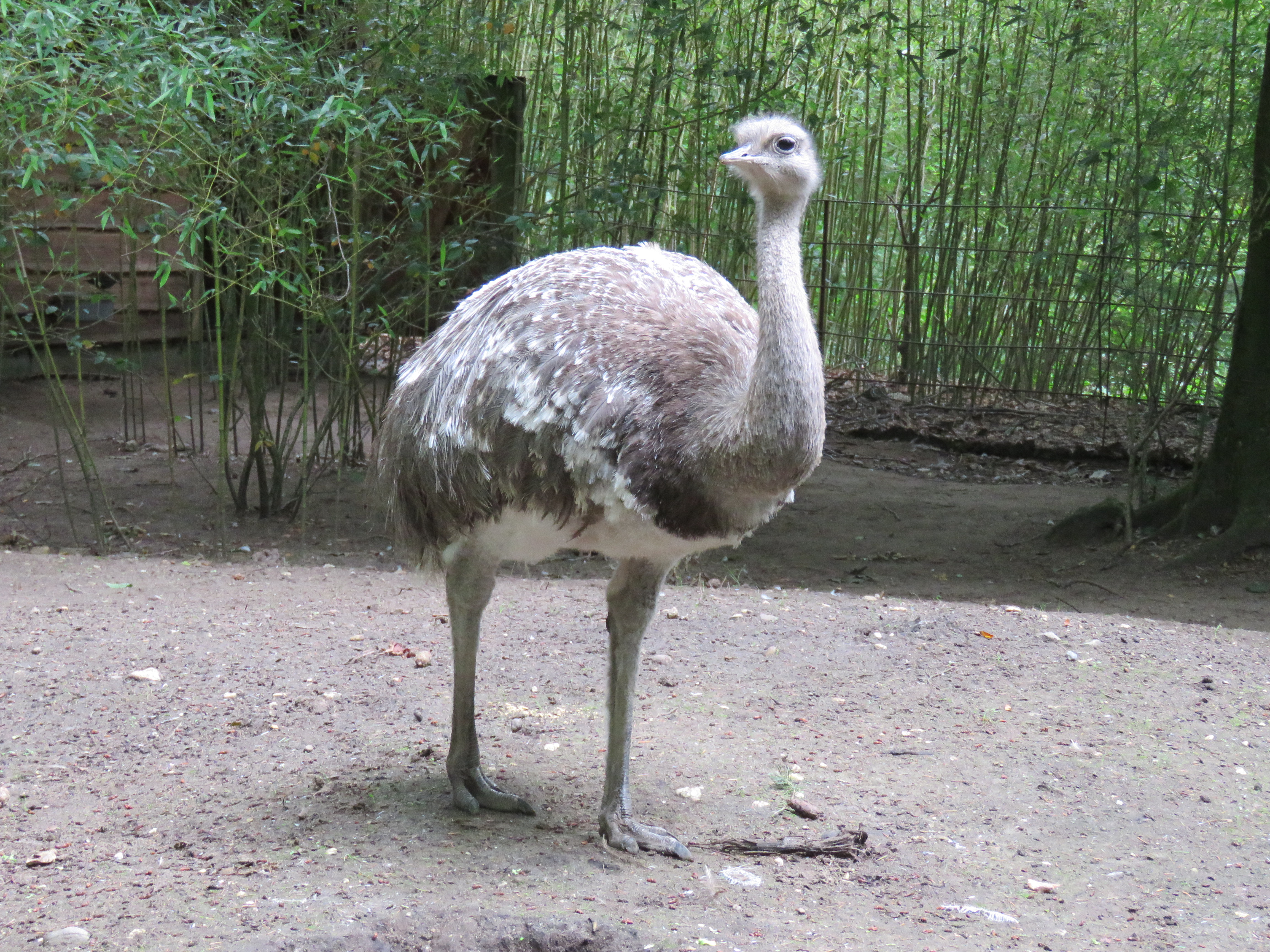
Un Nandou de Darwin à Apenheul (Pays-Bas).

Les ratites forment un groupe ancien d'oiseaux coureurs dont la caractéristique morphologique est que leur sternum est dépourvu de bréchet. Ils sont, par conséquent,  inaptes au vol.
Dans la classification classique et la classification de Sibley-Ahlquist, ce groupe était nommé Struthioniformes. Dans la classification taxinomique actuelle, le groupe des ratites correspond aux ordres suivants :
- Struthioniformes, au sens strict, comprenant plusieurs espèces d'autruches d'Afrique (une espèce a existé en Syrie) ;
- Aepyornithiformes de Madagascar (oiseau éléphant - espèce éteinte) ;
- Rheiformes, comprenant les nandous du sud de l'Amérique du sud ;
- Casuariiformes, comprenant les casoars de Nouvelle Guinée et d'Australie, et les émeus d'Australie ;
- Apterygiformes, comprenant les kiwis de Nouvelle Zélande ;
- Dinornithiformes, comprenant les moas géants de l'île du sud de Nouvelle Zélande (espèce éteinte).